# Saudemont
Saudemont település Franciaországban, Pas-de-Calais megyében. Lakosainak száma 421 fő (2022. január 1.). Saudemont Récourt, Baralle, Dury, Écourt-Saint-Quentin, Rumaucourt és Villers-lès-Cagnicourt községekkel határos.

## Népesség
A település népessége az elmúlt években az alábbi módon változott:
| Lakosok száma | 460  | 459  | 462  | 449  | 444  | 435  | 433  | 433  | 421  |
|               | 2013 | 2015 | 2016 | 2017 | 2018 | 2019 | 2020 | 2021 | 2022 |